# 安思顺
安思顺（690年代—756年4月6日），中国唐朝唐玄宗年间将领，可能是突厥血统。他与另一将领安禄山有亲戚关系。天宝十四载（755年）安禄山反叛唐玄宗统治后，敌视安思顺的另一将领哥舒翰伪造安思顺参与安禄山之乱的证据，安思顺被杀。

## 家世及投唐
安思顺父是胡人将军安波注。安波注之弟安延偃娶巫师阿史德氏，后者已有子轧荦山，被安延偃收养，改名安禄山。一次，安延偃所部溃散，安禄山、安思顺、安延偃逃到唐朝境内。将军安道买次子安贞节正担任岚州别驾，于是他们就投靠了安贞节。安贞节厚待安延偃，约定两家子辈为兄弟，故安禄山与安思顺约为兄弟。

## 为将生涯
开元二年（714年）七月，吐蕃入侵临洮军，又游寇兰州、渭州，掠夺群畜，玄宗起用薛讷摄左羽林将军、陇右防御使，率杜宾客、郭知运、王晙、安思顺以抵御之，太子右卫率、丰安军使王海宾为先锋，诸将嫉恨他有功，按兵不救，致其寡不敌众阵亡。最终唐军苦战得胜。九年（721年）四月，朝廷下诏赏赐抗击吐蕃功臣，安思顺以右监门卫将军、临洮军使升任洮州刺史兼充莫门军使，赐物二百段，银三百两，钱五十万。
大约天宝五载（746年），安思顺、哥舒翰分别任王海宾之子河西、陇右节度使王忠嗣属下大斗军正副使，互不相让。
安思顺虽然有才有宠，但也通过巴结宦官骠骑大将军高力士才得以官运亨通。天宝六载（747年）十一月，唐玄宗调动节度使，改任时任朔方节度使的安思顺充河西节度使，判武威郡事。九载（750年）八月，他权知朔方节度事。
十载（751年）正月，朔方节度使改由宰相李林甫遥领，时任河西节度使、鸿胪卿员外置同正员、摄御史中丞、权知朔方节度事的安思顺罢朔方节度使，加特进，摄御史大夫，一个儿子得到授官，其余官职如故。四月，唐玄宗见了时任安西节度使高句丽族将领高仙芝后，赏识他，下令任高仙芝为河西节度使。但安思顺指使手下胡人首领割耳朵、划破脸，请求玄宗让他留任。监察御史裴周南也奏闻朝廷，于是玄宗下诏安思顺留任，以高仙芝为右羽林大将军。
十一载（752年）三月，突厥首领朔方副使李献忠（阿布思）叛乱期间，李林甫忙于和同僚陈希烈争权，不想离开京城长安去平叛，辞朔方节度使，推荐安思顺接任，玄宗准奏。大约同年，安思顺不再担任河西节度使。安思顺曾率宗羲仲等破鱼海，攻占五城。同年，他奏请调河西节度副使李光弼为单于都护府副大都护。
同时，安思顺、时任范阳节度使的安禄山与时任陇右节度使哥舒翰不合。玄宗试图改善他们的关系，让他们约为兄弟，当年十二月召三人到长安，让高力士为三人设宴，希望他们和解，但席间哥舒翰和安禄山却陷入激烈争论，他们之间的关系不但没有改善，反而恶化。
十二载（753年），安思顺联合北庭都护程千里，遣折冲果毅浑瑊以偏师深入葛禄部，经过狐媚碛，掠夺特罗斯山，大破阿布思部众。同年，安思顺奏请将阴山北麓的横塞军移置于南麓的大同川之西，诏改其名为天德军，安思顺建其北城，周围四一十二里，高四丈，下阔一丈七尺，于十四载（755年）完工。十三载（754年）三月，阿布思被押送京城斩首示众。
同年，李光弼被任为朔方兵马使，安思顺奏其为副使、知留后事，爱其材，想把女儿嫁给他，李光弼推辞不过，称病辞官。这可能是因为李光弼感念被李林甫诬陷暴死的故帅王忠嗣，而安思顺是李林甫所荐，李林甫又称美安禄山，李光弼怀疑安思顺为李林甫党羽，才拒绝其示好。哥舒翰闻知，认为李光弼有节操，奏请让李光弼回京师。左领军大将军同正员、特进仆固怀恩因善格斗、了解各少数民族情况、有统御之材，被安思顺委为心腹。安思顺引匡城尉敬羽于自己的幕府。表延王府参军杜鸿渐为判官。
十四载（755年），诏命追赠安思顺祖父左卫钤卫郎将安某为武部尚书，亡父右羽林大将军安波注为太子太师。

## 冤死
后来玄宗最得宠的妃子杨贵妃的堂兄杨国忠继李林甫为相，安思顺注意到安禄山因被杨国忠激怒，正计划作乱。他入朝将此事奏明玄宗，玄宗不信，但仍相信安思顺是忠诚的。十四载（755年）十一月，安禄山果然作乱，玄宗也因安思顺先前有奏，没惩罚安思顺，召时任朔方节度副使兼灵武郡太守、御史大夫的他回长安任户部尚书。安思顺的弟弟安元贞被任为太仆卿。安思顺的部下朔方右厢兵马使、九原太守郭子仪被任为朔方节度使。当时郭子仪、李光弼都是牙门都将，彼此不合，即使同盘饮食也斜眼相视不说话。郭子仪代任后，与李光弼为了平叛而放弃私愤以忠义互勉。
但哥舒翰仍然敌视安思顺。他很快受任为元帅统军讨伐安禄山，知道自己手握重兵，自己请奏的事玄宗不会违背。十五载（756年），哥舒翰部下马军都将王思礼劝哥舒翰谋杀安思顺。于是哥舒翰伪造了一封安禄山写给安思顺的信，让使者在关门被俘，再把信及弹劾安思顺七大罪的表文呈给玄宗。三月，时任开府仪同三司兼工部尚书的安思顺及安元贞被下诏赐死，家族被流放到岭南。天下以为冤。杨国忠不能相救，也因此开始畏惧哥舒翰。
唐代宗广德二年（764年）正月，时任河东副元帅等职的郭子仪上表请求为安思顺兄弟昭雪。

### 引用
1. ↑  杜牧《张保皋郑年传》称安思顺为安禄山从弟，但安思顺参加对吐蕃作战时，安禄山仅十二岁。此处生年根据穆渭生《盛唐大将安思顺生平事迹钩沉》。
2. ↑  《旧唐书》卷二百上
3. ↑  事见《资治通鉴》卷二百一十四。
4. ↑  《旧唐书》卷八
5. ↑  《旧唐书》卷一百零三
6. ↑  《新唐书》卷一百三十三
7. ↑  樊衡《河西破蕃贼露布》
8. ↑  《册府元龟》卷一百二十八
9. 1 2 3 4  《新唐书》卷一百三十五
10. ↑  《旧唐书》卷一百八十四
11. ↑  《新唐书》卷二百零七
12. ↑  卷二百一十五
13. 1 2 3 4  《资治通鉴》卷二百一十六
14. 1 2  《册府元龟》
15. 1 2  《旧唐书》卷一百零四
16. ↑  《旧唐书》卷一百零六
17. ↑  《新唐书》卷二百二十三上
18. ↑  郁贤皓《唐刺史考全编》
19. ↑  豆肤诜《岭南节度判官宗公神道碑》
20. ↑  《旧唐书》卷一百三十四
21. ↑  《新唐书》卷一百五十五
22. ↑  李吉甫《请修天德旧城奏》
23. 1 2  《旧唐书》卷一百一十
24. ↑  《新唐书》卷一百三十六
25. ↑  颜真卿《唐故开府仪同三司太尉兼侍中河南副元帅都督河南淮南淮西荆南山南东道五节度行营事东都留守上柱国赠太保临淮武穆王李公神道碑铭》
26. ↑  《旧唐书》卷一百二十一
27. ↑  《旧唐书》卷一百八十六下
28. ↑  《新唐书》卷二百零九
29. ↑  《新唐书》卷一百二十六
30. ↑  《册府元龟》卷一百一十九
31. 1 2  《资治通鉴》卷二百一十七
32. ↑  《新唐书》卷二百二十
33. 1 2  杜牧《张保皋郑年传》
34. ↑  《新唐书》卷五
35. ↑  邵说《代郭令公请雪安思顺表》